# 洞梓

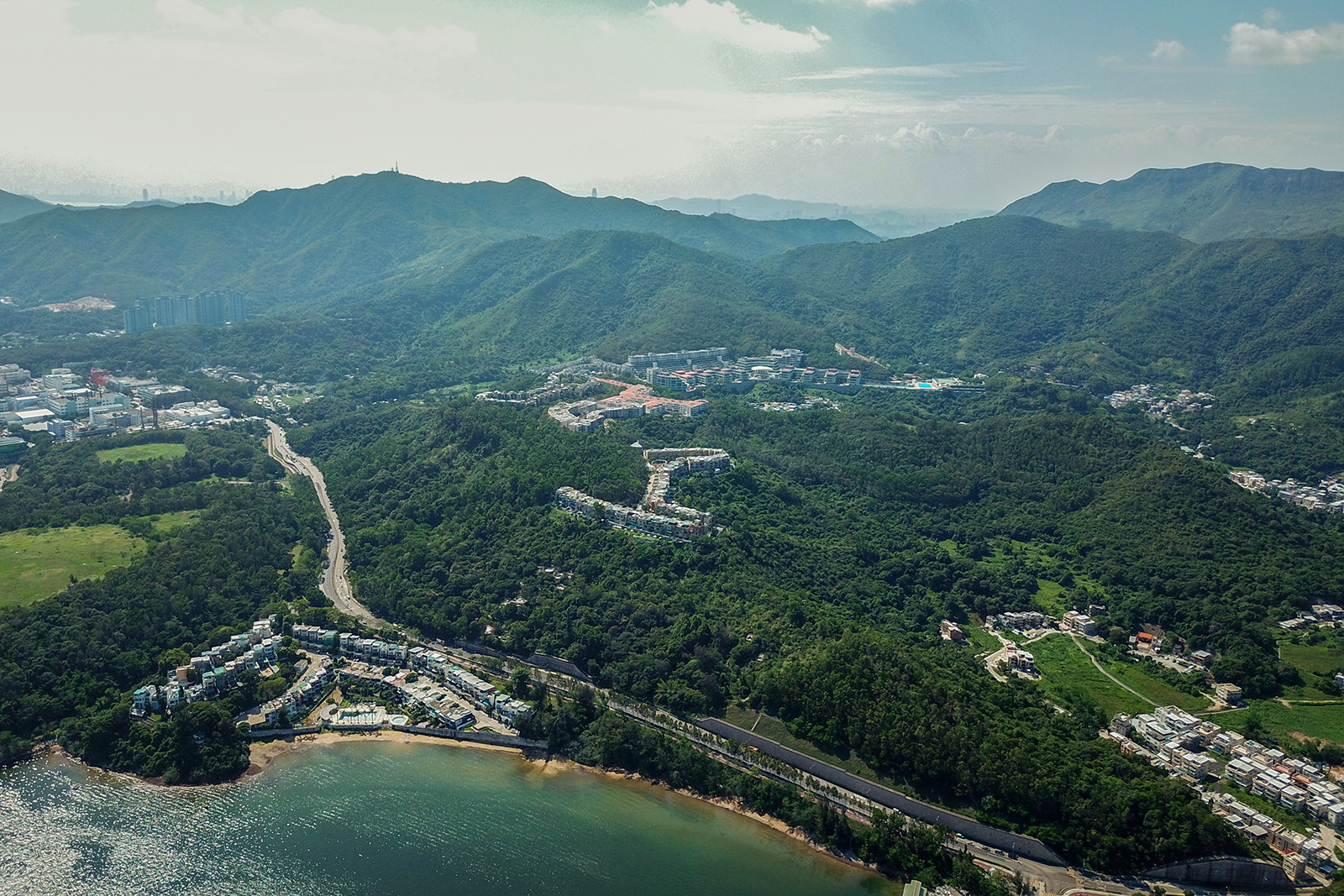
航拍洞梓（2018年）

洞梓又稱桐梓，是香港的一個地方，位於新界大埔區東北船灣一帶，香港教育大學之東。

## 著名建築
- 洞梓童軍中心
- 香港教育大學
- 慈山寺 ：為一座大型佛寺，包括一座76米高的戶外觀音青銅銅像。

## 區議會議席分佈
由於洞梓人口稀少，所以往往跟三門仔、船灣、汀角、大尾篤等鄉村範圍劃為同一個選區。
| 年度/範圍 | 2000-2003 | 2004-2007 | 2008-2011 | 2012-2015 | 2016-2019 | 2020-2023 | 2024-2027  |
| --------- | --------- | --------- | --------- | --------- | --------- | --------- | ---------- |
| 整個洞梓  | 船灣選區  | 船灣選區  | 船灣選區  | 船灣選區  | 船灣選區  | 船灣選區  | 大埔北選區 |

註：以上主要範圍尚有其他細微調整（包括編號），請參閱有關區議會選舉選區分界地圖及條目。